# ブルターニュ花嫁異聞
『ブルターニュ花嫁異聞』（ブルターニュはなよめいぶん、フランス語: Chroniques de la Mariée de Bretagne）は、武原旬志による日本の漫画作品。
13世紀のフランス・ブルターニュ地方を舞台にした「架空歴史ラブコメ」である。
WebマンガサイトのCOMICリュウ（徳間書店）にて、2022年5月より連載中。

## あらすじ
紋章官トマは主命によって、次期ブルターニュ公の花嫁候補となる騎士アンドレ・ル・ブローの娘を探しに旅立った。
その娘はアンドレと名乗り、男顔負けの剣の腕を持ち、ブルターニュ公ピエールの命を狙って男装で武芸大会に出場するような危険人物であった。主命を遂行するため、トマは父の仇討ちという目的を抱えるアンドレのお供をすることになる。
アリクスに見覚えがあったアンドレは、アリクスと司教が言い争っていたという記憶を頼りにサン・バビュ大聖堂へと向かうが、その道中で賊に襲われていた修道士ギルベールを救う。ギルベールは司教が亡くなったことで各地を巡り「死者の巻物」（知人が故人の人となりに関して一筆ずつ記した巻物）への署名を集める道中の帰路であった。目的の司教は既に亡くなってたのだが、ギルベールの証言から、サン・バビュ大聖堂に父アンドレの墓と「死者の巻物」があることを知り、目的地を変更せずにサン・バビュ大聖堂に向かう。
サン・バビュ大聖堂では修道院の院長から、アンドレの育った村が司教領に書類を改竄して作られた村であり、教会への納税も行っていたことを咎められる。傭兵フィリップらが、サン・バビュ大聖堂のアンドレの墓を壊し、「死者の巻物」を盗み、アンドレの痕跡を消すために動く。墓は破壊されたものの、「死者の巻物」はギルベールの機転により奪われずに済んだ。「死者の巻物」の記載内容から、やはり父アンドレには何らかの事情があったものだと推測された。
父アンドレ殺害を命じた者の手がかりが途絶えたことで、アンドレはトマに誘われ、ラウルに会うためにディナンへ。ディナンにはフィリップが先回りしており、父アンドレを殺害した者の名を教えるという。アンドレはトマと愛馬ヴァングラースを残し、ル・マンへと旅立った。
ル・マンでは小麦粉にライムギ粉を過剰に混ぜているという事件が起きており、市長の判断で封鎖を行っていた。この小麦粉問題は周辺の領地へも飛び火しており、自領の混ぜ物小麦粉がル・マン産であったため、ディナンの女城主・ジェルヴェーズ・ド・ディナンは一軍を率いてル・マンへ。トマも紋章官としてヴァングラースに乗り、これに付き従う。

## 主な登場人物
トマ
ラウル・ド・ディナン付きの紋章官の青年。髪は栗色。イングランド出身で、ブルトン語は話せるが方言での会話には難がある。
幼い頃に出会った幼い金髪の淑女に仕えることを夢見る。
紋章の由来などを語りだすと饒舌になる。楽器の演奏、弾き語りも行えるが、歌声と腕前は、酒場の全ての客から非難囂々になるレベル。
アンドレ・ル・ブロー（Andrée Le Bleau）
金髪碧眼の騎士で、男装の麗人。父アンドレ・ル・ブローと同じ名であり（厳密にはスペルが異なる）、父の仇を討つために行動している。当初はブルターニュ公ピエールが仇だと思っていたが、サン・バビュ大聖堂などで父親の過去になにかあったことに気付き、復讐から名誉回復へと目的が変わる。
イスラム風の手首を使った剣術や体術も会得しており、冒頭の武闘大会では蹴り技が出たことで失格となるが、ル・マンでフィリップと戦ったときは蹴り技で勝っている。
かなりの方向音痴。酒には弱い。
紋章は、赤地に前向きの金獅子で、下に2本線。これは父親のものと同じ。
アンドレ・ル・ブロー（父）（André Le Bleau）
故人。上述のアンドレ・ル・ブローの父親。2年前にわずかな従者とアンドレを連れて村を出て、襲撃され命を落とした。
身体が弱く、季節の変わり目などには体調を崩しがちであった。
サン・バビュ大聖堂の墓石に刻まれていた紋章が明らかにアンドレが用いている紋章と異なっていたことと、ディナンの城に残されていた資料に記されていた紋章から、その正体は生き延びていたアルテュール1世とトマは推測し、それは真実であった。
ヴァングラース（vent de glace）
アンドレの乗る芦毛の馬。名前は「氷の風」の意。
ギルベール
サン・バビュ大聖堂の修道士。初見でアンドレを女性と見抜いた数少ない人物。
院長
サン・バビュ大聖堂で司教代理も務める修道院院長。悪い人物ではないのだが、商人出身ということもあり、金勘定にはうるさい。ギルベールには厳しく当たるが、将来を案じる親心からでもある。
ラウル・ド・ディナン
ブルターニュ公ピエールに仕えている城代騎士。戦での負傷により騎乗できなくなったため、引退を決意する。
騎士アンドレ・ル・ブローとは友人であり、ピエールに対するブルターニュ貴族の不満を抑えるために、アンドレ・ル・ブローの娘とピエールの息子（ジャン、この時点では幼児）との婚姻を画策し、2年前から行方不明になっているアンドレ・ル・ブロー父娘の捜索をトマに命じた。
ジェルヴェーズ・ド・ディナン
ラウルが城代をしている女城主。夫・リチャード・マーシャルが出してきた新紋章案についてデザインセンスが無いことにトマと意気投合している。
ピエール
ブルターニュ公。厳密にはブルターニュ公国摂政。フランス王の後押しで婿入りした。
ブルターニュ公の地位は妻であるアリクス・ド・トゥアールにあるが、アリクスが幼いために公爵を名乗っている。そのことを気に入らないブルターニュの貴族も少なくない。
フィリップ
リチャード獅子心王の庶子。獅子心王臣下のお膳立てで父を射た相手を討ち取ったものの、今度は自身が相手の息子に仇と狙われ、王位を継いだジョンからの支援もなかったため、隠遁（死亡説も流布するくらい）し、傭兵をやっている。
アンドレ・ル・ブロー（父）を襲撃したのも雇われてフィリップが行ったことであった。剣の腕前はアンドレをはるかに凌ぎ、サン・バビュ大聖堂ではアンドレを圧倒し、戦いの中でアンドレの匂いから女性であることに気付いた。
2年前に襲撃したアンドレ（父）がアルテュール1世とは気づいていなかったが、アルテュール1世とは友人でもあった。
ベレンガリア・オブ・ナヴァール
リチャード獅子心王の妻。ル・マンに住む。フィリップとの血縁は無い。
ギョーム・デ・ロッシュ
アンジューの王領代官。
ロベール・ド・トゥルヌーズ
ロバート・オブ・ソーナムとギヨーム3世 (トゥールーズ伯)の2人をモデルにした架空の人物。
アンドレ（父）を殺害した当人である。ル・マンで不正小麦によって得た利益を現・イングランド王ジョンへ送金し、イングランド王の下での出世をもくろんでいたが、ベレンガリア巻き込んだこと、アンドレ（父）がアルテュール1世と知らされたフィリップの怒りを買って、フィリップに殺害された。

## 書籍情報
RYU COMICS（徳間書店）から、既刊6巻（2025年7月時点）。
1. 2022年8月10日発売[3] ISBN 978-4199507854
2. 2023年4月13日発売[2] ISBN 978-4199508127
3. 2023年12月13日発売 ISBN 978-4199508394
4. 2024年6月13日発売 ISBN 978-4199508622
5. 2024年12月13日発売 ISBN 978-4199508844
6. 2025年7月11日発売 ISBN 978-4199509155

クロカワから、フランス語翻訳版が出版されている。
1. 2024年3月14日発売 ISBN 979-1042013349
2. 2024年7月4日発売 ISBN 979-1042015053
3. 2024年11月14日発売 ISBN 979-1042015176
4. 2025年4月10日発売 ISBN 979-1042018771

## エピソード
著者の武原は、中世ヨーロッパの資料を読みながら執筆しているのだが、連載作品を手がける合間に作品中に紹介しきれない小ネタをSNSに載せている。
X（旧Twitter）にポストされた水車や風車を利用して小麦を製粉する粉挽き小屋での作業の危険性を描いた「半分冗談だと思っていた粉塵爆発のお話」は多くの人の関心を集め、1万の「いいね」が寄せらた（2025年2月時点）。